# Corcyre (mythologie)
Pour l'île, voir Corcyre.
Dans la mythologie grecque, Corcyre (en grec ancien Κόρκυρα / Kórkura) ou Cercyre (Κέρκυρα / Kérkura) est une nymphe, fille du dieu fleuve Asopos et de la nymphe Métope.
Poséidon s'éprend d'elle et l'enlève vers une île qu'il baptise de son nom : Corcyre, l'actuelle Corfou. Un fils, Phéax, naitra de cette union, qui donnera son nom au peuple de l'île : les Phéaciens,.